# Kasper König

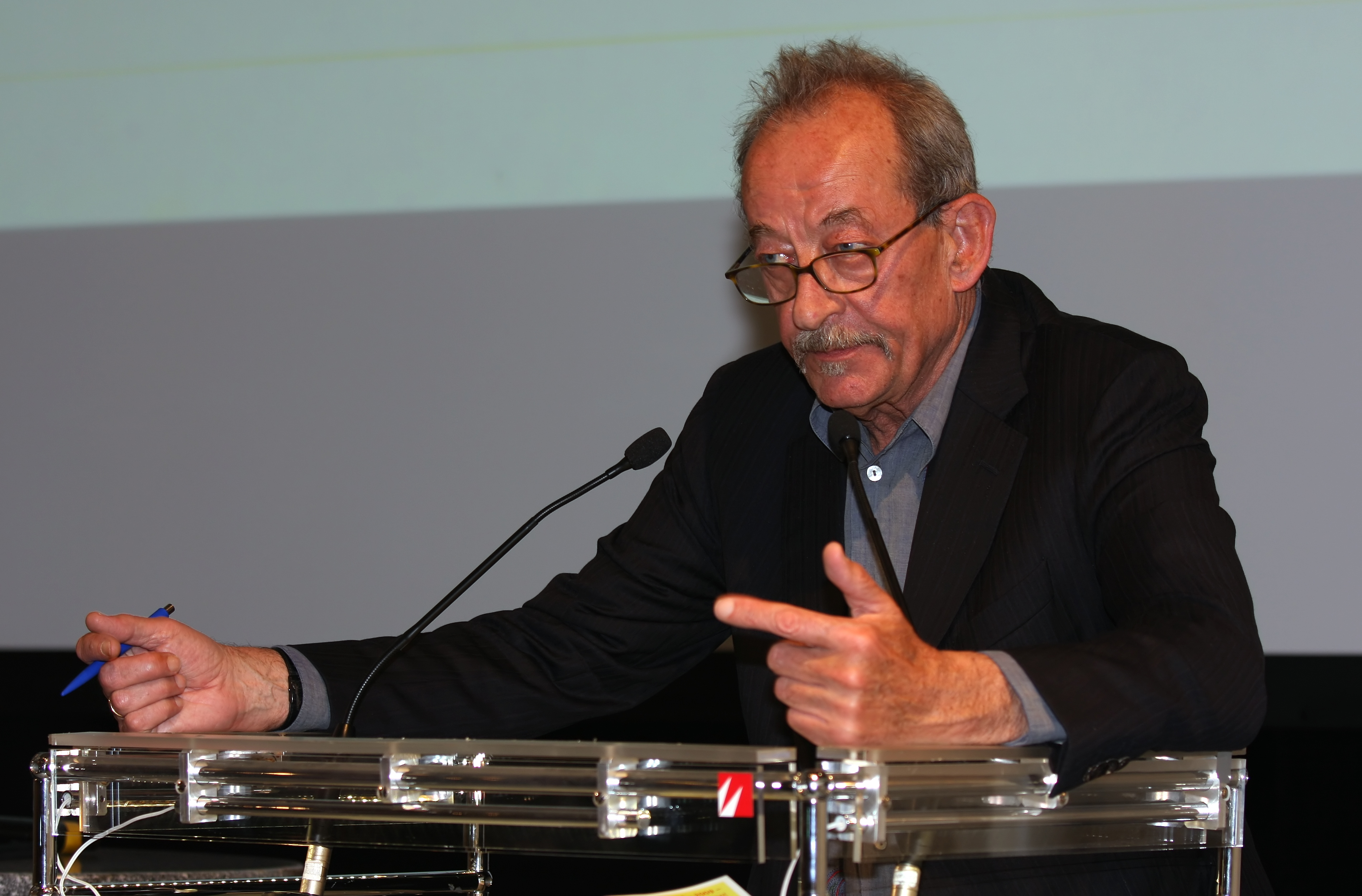
Kasper König (2009)

Kasper König (* 21. November 1943 in Mettingen, Westfalen als Rudolf Hans König; † 9. August 2024 in Berlin) war ein deutscher Ausstellungsmacher und Hochschullehrer. Er war von 2000 bis Ende Oktober 2012 Direktor des Museums Ludwig in Köln.

## Leben und Laufbahn
Kasper König organisierte bereits während seines Studiums verschiedene Ausstellungen, darunter mit 23 Jahren eine Museumsausstellung von Claes Oldenburg in Stockholm, und gab zahlreiche Bücher heraus. König war von 1972 bis 1976 Assistenzprofessor am Nova Scotia College of Art and Design in Halifax, Kanada. 1985 erhielt er, obwohl ohne formellen Studienabschluss, die Professur am neu gegründeten Lehrstuhl für „Kunst und Öffentlichkeit“ der Kunstakademie Düsseldorf. 1988 wurde er Professor an der Staatlichen Hochschule für Bildende Künste – Städelschule in Frankfurt am Main, die er bereits ein Jahr später als Rektor leitete. Zudem war König Gründungsdirektor der Ausstellungshalle Portikus in Frankfurt am Main.
Mit Klaus Bußmann initiierte er 1976 die Skulptur.Projekte in Münster, die alle zehn Jahre zeitgleich zur documenta stattfindet. Zu den zahlreichen Großausstellungen, die König kuratierte, gehören Westkunst 1981 in Köln, Von hier aus – Zwei Monate neue deutsche Kunst in Düsseldorf 1984 sowie das Kunstprojekt der EXPO 2000 In-Between Architecture in Hannover. 2000 berief die damalige Kölner Kulturdezernentin Marie Hüllenkremer König zum Direktor des Museums Ludwig in Köln. Sein Vertrag wurde, über die Pensionsgrenze hinaus, 2005 um weitere fünf Jahre verlängert, 2009 um weitere zwei Jahre und im März 2010 bis Ende Oktober 2012. Er gehörte kraft Amtes dem Stiftungsrat zur Vergabe des Roswitha Haftmann-Preises an. 2012 verabschiedete sich König nach 12-jähriger Amtszeit mit seiner sehr persönlichen Sonderausstellung Ein Wunsch bleibt immer übrig. Kasper König zieht Bilanz. Sein Nachfolger wurde am 1. November 2012 Philipp Kaiser. 2014 kuratierte König die zehnte Ausgabe der Wanderbiennale Manifesta, die von Juni bis Oktober 2014 im Kunstmuseum Eremitage in Sankt Petersburg stattfand.
2012 übergab König sein Privatarchiv aus rund 40 Regalmetern (insbesondere Korrespondenzen mit Künstlern und deren Projektskizzen sowie Materialsammlungen, etwa von Isa Genzken, Claes Oldenburg, Gerhard Richter oder Thomas Schütte), dem Zentralarchiv des internationalen Kunsthandels (ZADIK).
Anlässlich seiner Verabschiedung fanden zwei Benefizauktionen zu Gunsten des Museums Ludwig statt. Damit leistete König einen Beitrag für die Zukunft des Hauses, und die Stiftungsmittel der 2009 gegründeten Kunststiftung im Museum Ludwig wurden gestärkt. Rund 70 Werke namhafter Künstler wurden König zur Versteigerung zur Verfügung gestellt, unter anderem von Thomas Schütte, Isa Genzken, Wade Guyton, On Kawara, Andreas Gursky, Matthew Barney, Thomas Struth, Rosemarie Trockel, Joel Shapiro, Fischli/Weiss. Die zwei Auktionen in Köln und in London bei Sotheby’s erbrachten rund 200.000 Euro bzw. etwas über zwei Millionen Euro, die ausschließlich der Kunststiftung des Museums zukamen.

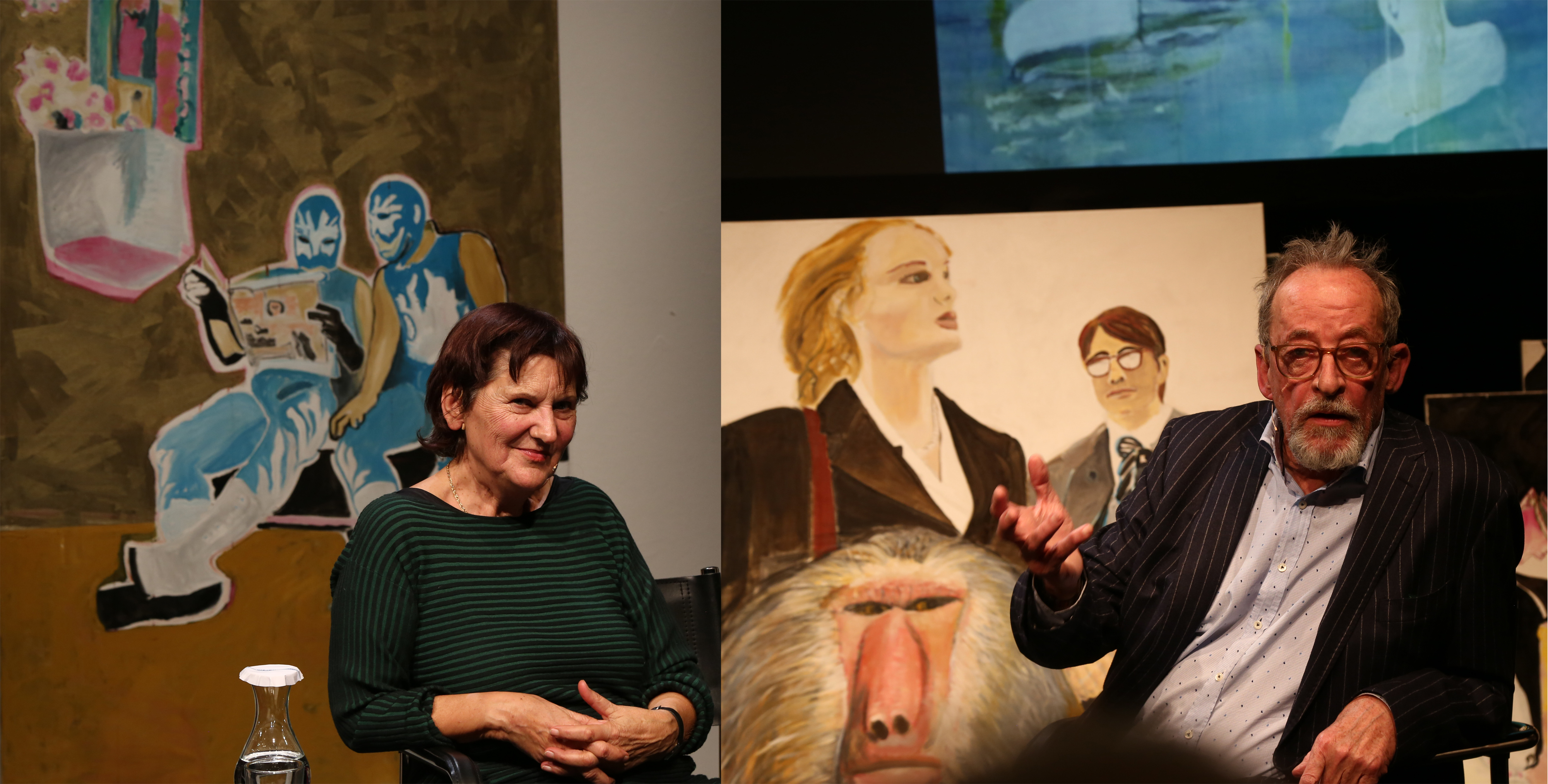
Lisa Endriß und Kasper König, Münchner Kammerspiele 2018

Seit 2016 lud er zweimonatlich Künstler und Kuratoren zu einem Podiumsgespräch in die Münchner Kammerspiele, darunter Thomas Bayrle, Okwui Enwezor, Alexandra Pirici und Lisa Endriß. In der Diskussionsrunde am 12. November 2018 fühlte sich eine Teilnehmerin, die Künstlerin und Postmigrantin Cana Bilir-Meier, von König herabgesetzt und nahm dies zum Anlass, einen Protestbrief zu veröffentlichen. Königs Verhalten wurde in der Presse als symptomatisch für die Benachteiligung von Minderheiten im Kunstbetrieb dargestellt.
König hatte vier Kinder: die Töchter Lili und Coco und die Söhne Leo und Johann. Leo betreibt eine Galerie in New York, Johann ist Galerist in Berlin. Der Kunstbuchhändler Walther König ist Kasper Königs Bruder. Kasper König war mit der 2016 verstorbenen Berliner Galeristin Barbara Weiss verheiratet. Seine erste Frau war Ilka König (geb. Schellenberg). Danach heiratete er die Schauspielerin und Illustratorin Edda Köchl. Zuletzt war er mit der Künstlerin Heidi Specker verheiratet. Er lebte in Berlin. Ein Teil von Königs privater Kunstsammlung mit rund 600 Kunstwerken von 179 Künstlern wurde noch von ihm selbst zusammengestellt und am 1. und 2. Oktober 2024 bei Van Ham Kunstauktionen in Köln versteigert; der Katalog der Auktion The Kasper König Collection - His Private Choice umfasst einen Beitrag vom ehemaligen Leiter des Zentralarchivs des internationalen Kunsthandels (Köln), Günter Herzog über Kasper König als Sammler.
Kasper König verstarb 80-jährig nach schwerer Krankheit am 9. August 2024. Er wurde am 29. August 2024 auf dem Alten Sankt-Matthäus-Kirchhof in Berlin beigesetzt.

## Auszeichnungen
1998 wurde König mit dem Binding-Kulturpreis ausgezeichnet. 2005 erhielt er die Ehrendoktorwürde des Nova Scotia College of Art and Design in Halifax, 2009 den erstmals ausgelobten Lifetime Achievement Award des New Yorker Solomon R. Guggenheim Museums für seine „bahnbrechenden Ausstellungen“ und sein „rigoroses Programm“ im Museum Ludwig. Nach einer Studie des Fachmagazins ArtReview 2009 fand sich König als Neueinsteiger auf Platz 60 einer Liste der 100 einflussreichsten Menschen in der Branche.
2013 erhielt König vom Kölner Kulturrat im Rahmen des 4. Kölner Kulturpreises den Ehrenpreis für seine „kenntnisreiche Führung und die Realisation herausragender Ausstellungen, die zu hohem Ansehen in der internationalen Kunstwelt und auch bei der Kölner Bürgerschaft verholfen haben“.

## Kuratierte Ausstellungen

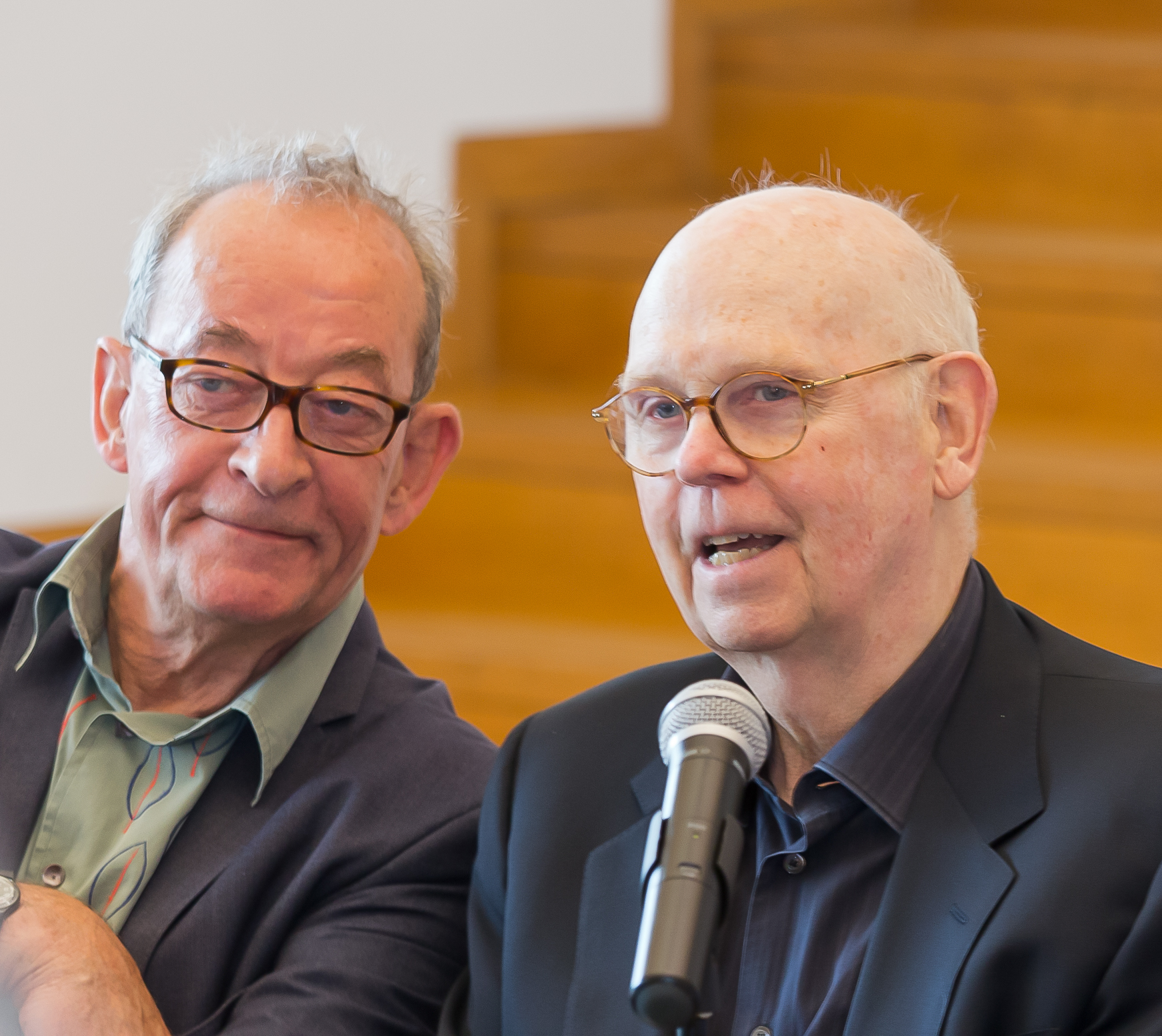
Kasper König mit Claes Oldenburg auf einer Pressekonferenz im Juni 2012 zur Eröffnung der Ausstellung Claes Oldenburg – The Sixties im Museum Ludwig

- 1966: Erste Museumsausstellung Claes Oldenburg, Moderna Museet, Stockholm
- 1969: Erste Museumsausstellung Andy Warhol
- 1972: Mitarbeit an der documenta 5, verantwortlich für das „Mouse House“ von C. Oldenburg
- 1973: Ausstellungsorganisation A. R. Penck, Halifax
- 1974: Ausstellungsorganisation On Kawara, Kunsthalle Bern
- 1976: Ausstellung Donald Judd, Bottrop
- 1976: Ausstellungsorganisation Aspects of Recent Art, New York
- 1976: Projektbereich der Ausstellung Skulptur Münster
- 1981: Initiator und Ausstellungskommissar der Westkunst, Museen der Stadt Köln
- 1984: Kurator der Ausstellung Von hier aus – Zwei Monate neue deutsche Kunst in Düsseldorf
- 1987: Ausstellungsorganisation Skulptur.Projekte Münster, zusammen mit Klaus Bußmann
- 1993: Kurator der Ausstellung Neue Kunst in Hamburg
- 1993: Kurator der Ausstellungen Der zerbrochene Spiegel, Wien und Hamburg
- 1993: Kurator der Ausstellung von Gerhard Richter Malerei, in Paris, Bonn, Madrid und Stockholm
- 1996: Kurator der Skulptur.Projekte Münster ’97
- 1997: Kurator der Ausstellung von Gregor Schneider Totes Haus u r 1985-97, Rheydt, Portikus, Frankfurt am Main
- 2007: Kurator der Skulptur.Projekte Münster ’07, zusammen mit Brigitte Franzen und Carina Plath
- 2011: Kurator der Ausstellung Vor dem Gesetz, Köln, zusammen mit Thomas D. Trummer
- 2014: Kurator der Biennale Manifesta 10, St. Petersburg, in Zusammenarbeit mit dem Kunstmuseum Eremitage[24]
- 2015: mit Falk Wolf Kurator der Sonderausstellung Der Schatten der Avantgarde. Rousseau und die vergessenen Meister im Museum Folkwang in Essen[25]
- 2017: Künstlerische Leitung Skulptur.Projekte Münster ’17, zusammen mit den Kuratorinnen Britta Peters und Marianne Wagner

## Zitate
„Es geht mir nicht um die Vermittlung von Kunst. Kunst ist nicht zu vermitteln. Ich möchte auch nicht theoretisieren und danach fragen, was Kunst ist. Allerdings möchte ich jeden einzelnen dahin bringen, selbst Fragen an die Kunst zu stellen.“

## Sonstiges
Den Vornamen Kasper gab er sich eigenen Angaben zufolge seinerzeit selbst, um dem Aufruf zum Wehrdienst zu entgehen – die Post konnte so nicht zugestellt werden.
In Walter Grasskamps Publikation über König erläutert selbiger im Interview, er habe sich den Namen gegeben, da ihm die weiche Aussprache von „Rudolf“ – bei Rudolf Nureyev – in der Londoner Schwulenszene um den Galeristen Robert Fraser in den 1960er-Jahren „auf den Geist“ gegangen sei und man Kasper „nicht so weich aussprechen“ könne.